# Melodea
「Melodea」（メロディア）は、星村麻衣が「Mai Hoshimura」名義で発表した楽曲。星村麻衣名義のものと合わせて6枚目のシングルとして2005年3月16日にソニー・ミュージックアソシエイテッドレコーズから発売された。

## 解説
前作「ひまわり」からおよそ9か月でのリリース。本作から2006年1月リリースのアルバム『Joyful』までのシングル4作とアルバム1作がMai Hoshimura名義でのリリースとなる。
CDリリースの3週間後の2005年4月6日にはアナログ盤シングルもリリースされた。

## 収録曲
全曲、作詞・作曲：Mai Hoshimura
1. Melodea (4:10)
編曲：YANAGIMAN
TBS系クイズ番組『日立 世界・ふしぎ発見!』エンディングテーマ（2005年5月14日 - 7月9日）。
タイトルの「Melodea」は、「メロディの力」を意味する造語。
2. Primacy (4:59)
編曲：Takeshi Nakatsuka
3. Melodea (Instrumental) (4:10)

## 楽曲の収録アルバム
- Joyful (#1, #2)
- PIANO&BEST DISC2 (#1)